# Gare de triage de Lille-Délivrance
La gare de triage de Lille-Délivrance est une gare de triage française, située dans la commune associée de Lille qu'est Lomme.

## Histoire

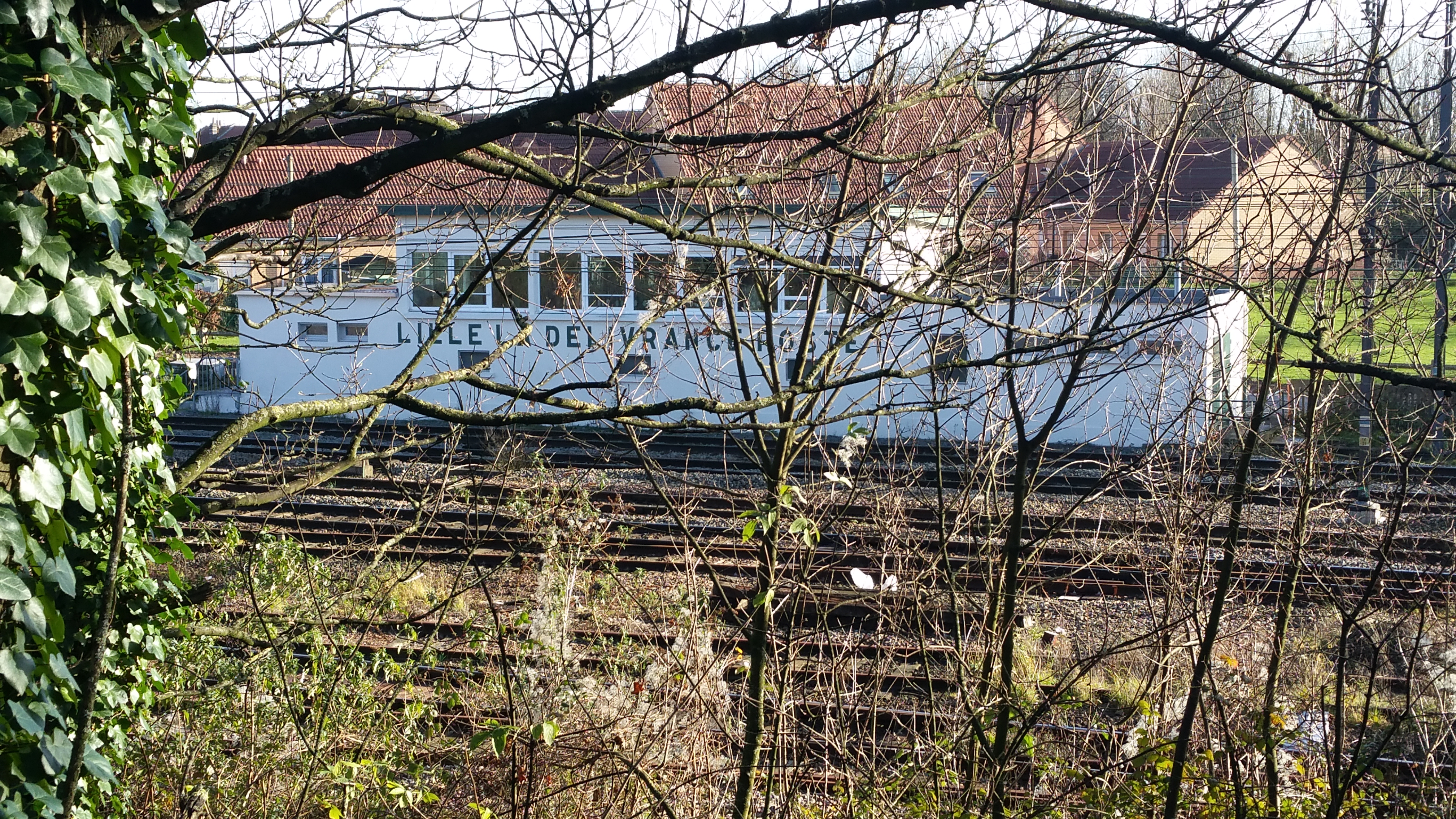
Vue d'un poste du site de triage.

L'édification d'une gare de triage autour de Lille est décidée en août 1919 par le gouvernement. Au lendemain de la Première Guerre mondiale, le réseau ferroviaire du Nord-Pas-de-Calais est dévasté et doit être reconstruit puis développé devant la croissance du trafic. La création d'un site de triage à l'ouest de l'agglomération lilloise est choisi et les critères de sélection amènent à retenir des terres quasi inhabitées de la commune de Lomme. Le nom « Délivrance » est choisi en hommage à la fin de l'occupation allemande de la région lilloise durant la Première Guerre mondiale. À proximité du site, un quartier d'habitation pour le personnel travaillant dans la gare est bâti. Cette cité-jardin comporte 835 habitations ce qui en fait l'une des plus importantes du réseau après celle de Tergnier, avec des critères qualitatifs élevés pour l'époque concernant leur équipement (eau courante, électricité, WC intérieur...). La Compagnie des chemins de fer du Nord établit un projet d'une gare de « Lille-la-Délivrance » en avril 1920 et sollicite sa mise en application en urgence. La demande est validée au niveau gouvernemental le 30 juin 1920 et un décret est signé par le président de la République Paul Deschanel le lendemain. La gare est en service à partir de décembre 1920.
Durant la Seconde Guerre mondiale, le site est la cible d'un bombardement de la Royal Air Force la nuit du 9 au 10 avril 1944. Ce bombardement s'inscrit dans la préparation du débarquement et vise à rendre les infrastructures ferroviaires inutilisables pour l'armée allemande. Ce bombardement touche la gare, le quartier environnant mais aussi les communes avoisinantes telles que Faches-Thumesnil ou Haubourdin et jusque Marquette. Le site à bombarder a une dimension de 3,2 kilomètres carrés et des bombes tombent sur une étendue de 56 kilomètres carrés. De 500 à 616 morts sont à dénombrer. La région lilloise est la cible de bombardements depuis 1941 mais c'est à cette occasion que pour la première fois des signes d'hostilité parmi la population envers les Alliés sont relevés et signalés par la Résistance locale. La ligne principale passant en gare est remise en état dès le 18 avril.
La gare cesse son activité de triage en juin 2004.